# Pseudovates paraensis
Pseudovates paraensis är en bönsyrseart som beskrevs av Henri Saussure 1871. Pseudovates paraensis ingår i släktet Pseudovates och familjen Mantidae. Inga underarter finns listade i Catalogue of Life.